# سیارک ۱۵۰۶۸
سیارک ۱۵۰۶۸ (به انگلیسی: 15068 Wiegert، نامگذاری:1999AJ20) پانزده هزار و شصت و هشتمین سیارک کشف شده‌است که در ۱۳ ژانویه ۱۹۹۹ کشف شد.
قدر مطلق سیارک برابر ۲۶.۹ است.